# Breakbeat hardcore
Breakbeat hardcore (określane też jako oldschool rave) – gatunek muzyki elektronicznej, który powstał na przełomie lat 80. i lat 90. XX wieku na brytyjskich undergroundowych imprezach rave. Szybko zdobył dużą popularność, głównie dzięki grupom The Prodigy i Altern 8, ale w połowie lat 90. scena podzieliła się, dając początek muzyce jungle i happy hardcore.
Obecnie gatunek odradza się pod postacią stylu hardcore breaks.

## Cechy charakterystyczne gatunku
- Połamana i pocięta pętla perkusyjna, głównie zsamplowana z muzyki hip-hop, New beat, EBM (muzyka) i funk lub uzyskana dzięki automatom perkusyjnym jak Roland TR-909.
- Tempo od 130 do 150 BPM.
- Kwaśne analogowe linie basowe, uzyskane na syntezatorach takich jak Roland TB-303, Roland SH-101 i Moog Prodigy.
- Chwytliwa euforyczna melodia, składająca się z tzw. stabów, krótkich akordów, zagranych na pianinie, samplerze lub syntezatorze.
- Krótkie wstawki wokalne i rapowe, niekiedy przyśpieszone by dać efekt głosu postaci z kreskówek.